# Тойлук (река)
Тойлук — река в России, левый приток Чулыма (бассейн Оби), течёт в Балахтинском районе Красноярского края.

## География
Длина — 46 км. Впадает в Чулым в 1548 км от её устья, северо-восточнее села Курбатово Ровненского сельсовета.
Населённые пункты на реке (от устья до истока): деревни Гладкий Мыс (Еловский сельсовет); Тойлук (Ровненский сельсовет); Холодный Ключ, Грузенка (Грузенский сельсовет).
Исток Тойлука представлен ручьями, образующими русло реки, расположен в заболоченной местности юго-западнее деревни Грузенка.
Притоки (от истока до устья): Велиферов Ельник (правый), Березовый (правый), Кекур (левый).

## Данные водного реестра
По данным государственного водного реестра России относится к Верхнеобскому бассейновому округу.
- Речной бассейн — (Верхняя) Обь до впадения Иртыша
- Речной подбассейн — Чулым
- Водохозяйственный участок — Чулым от истока до г. Ачинск
- Код водного объекта в государственном водном реестре — 13010400112115200014852[2].